# Milan Šmíd (poslanec)
Milan Šmíd (* 8. ledna 1952 Kamenice nad Lipou) je český politik ODS, v letech 2006-2010 poslanec Parlamentu ČR za Kraj Vysočina.

## Vzdělání, profese a rodina
Po maturitě na SVVŠ v Jindřichově Hradci v roce 1970 nastoupil na Pedagogickou fakultu v Českých Budějovicích, kterou ukončil v roce 1974 s aprobací zeměpis, tělesná výchova. Mezi lety 1975 – 1990 učil na základní škole v Žirovnici, kde se od září do prosince 1990 stal ředitelem.
Je rozvedený, má syny Martina a Milana.

## Politická kariéra
Do ODS vstoupil v roce 1991.
V komunálních volbách roku 1994, komunálních volbách roku 1998, komunálních volbách roku 2002, komunálních volbách roku 2006 a komunálních volbách roku 2010 byl za ODS zvolen do zastupitelstva města Žirovnice. Profesně se k roku 1998 uvádí jako učitel, následně k roku 2002 a 2006 coby starosta, v roce 2010 jako místostarosta. V letech 1990-2006 působil jako starosta Žirovnice, kde byl od roku 2006 do roku 2010 neuvolněným místostarostou. V roce 2010 se opět stal starostou.
V krajských volbách roku 2000 byl zvolen do Zastupitelstva Kraje Vysočina za ODS. Mandát krajského zastupitele opětovně získal v krajských volbách roku 2004. Zasedal zde do roku 2008.
Ve volbách 2006 se stal členem dolní komory českého parlamentu, kde se angažoval ve Výboru pro veřejnou správu a regionální rozvoj, Volebním výboru a v letech 2008-2010 i ve Výboru pro vědu, vzdělání, kulturu, mládež a tělovýchovu. Ve sněmovně setrval do voleb v roce 2010. Ve nich svůj mandát neobhájil.